# Kladení niti
Kladení (angl.: lapping, něm.: Legung) je podávání nití k jehlám při výrobě osnovních pletenin a propletů. Lišta s kladecími jehlami se vykyvuje buďto nad a nebo pod pletacími jehlami.
K základním způsobům kladení nad jehlami patří
- kladení přímé – každá nit se přivádí nepřetržitě ke stejné pletací jehle, použití pro řetízkovou vazbu
- střídavé – na každém řádku se mění směr kladení, vzniká trikotová vazba, sukno, samet nebo satén
- postupné – v několika řádcích za sebou stejným směrem na sousední jehlu, za kterým následuje stejný způsob kladení opačným směrem. Použití: atlasová vazba[1]

Kladení pod jehlami

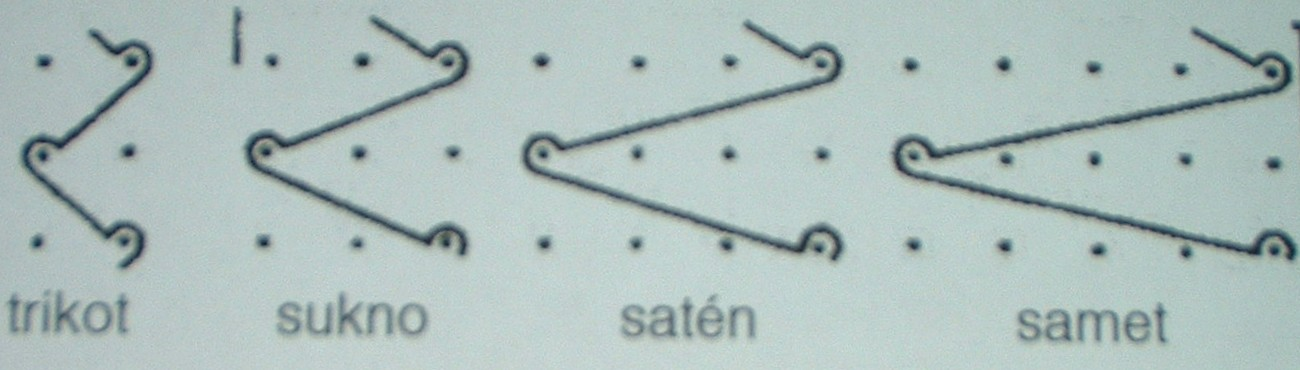
Záznam otevřeného kladení anglickým způsobem

Tímto způsobem nevzniká očko, slouží zejména pro spojení částí vazby – např. tyl, markyzet.
Výraz kladení znamená také schematický záznam vedení nitě v pletenině. Zakresluje se
- nejčastěji tzv. anglickým způsobem do sítě teček, které představují pletací jehly (viz nákres vpravo). Nit je kladena buďto jako otevřená klička nebo uzavřená, zvaná také smyčka.[1]
- Při číselném zápisu udává číslo počet mezer mezi jehlami, pro nitě kladené v krajní poloze se začíná nulou a pro každý řádek jsou nutná dvě čísla. Rozdíl mezi nimi udává

a) ze které polohy do které je nit nakladena přes jehlu (na té se potom vytvoří očko)
b) kam se nit přemístí v následujícím řádku
Jednotlivé řádky jsou odděleny lomítkem, dvojité lomítko znamená konec střídy vazby.Příklad:
| Vazba   | Varianta | Kladení                           |
| ------- | -------- | --------------------------------- |
| řetízek | otevřený | 0-1/1-0//                         |
| řetízek | uzavřený | 0-1//                             |
| atlas   | otevřený | 1-0/1-2/2-3/3-4/4-5/4-3/3-2/2-1// |
| atlas   | uzavřený | 1-0/2-1/3-2/4-3/4-5/3-4/2-3/1-2// |
| trikot  | otevřený | 0-1/2-1//                         |
| trikot  | uzavřený | 1-0/0-2//                         |
| sukno   | otevřené | 0-1/3-2//                         |
| samet   | uzavřený | 1-0/3-4//                         |
| kepr    | otevřený | 0-2/3-1//                         |
Kladecí jehla je kovová tyčinka s očkem, kterým prochází pletací nit. Jehly jsou zality do lišty, celek se nazývá kladecí přístroj.